# フィリップ・ハモジェニーズ・コールドロン

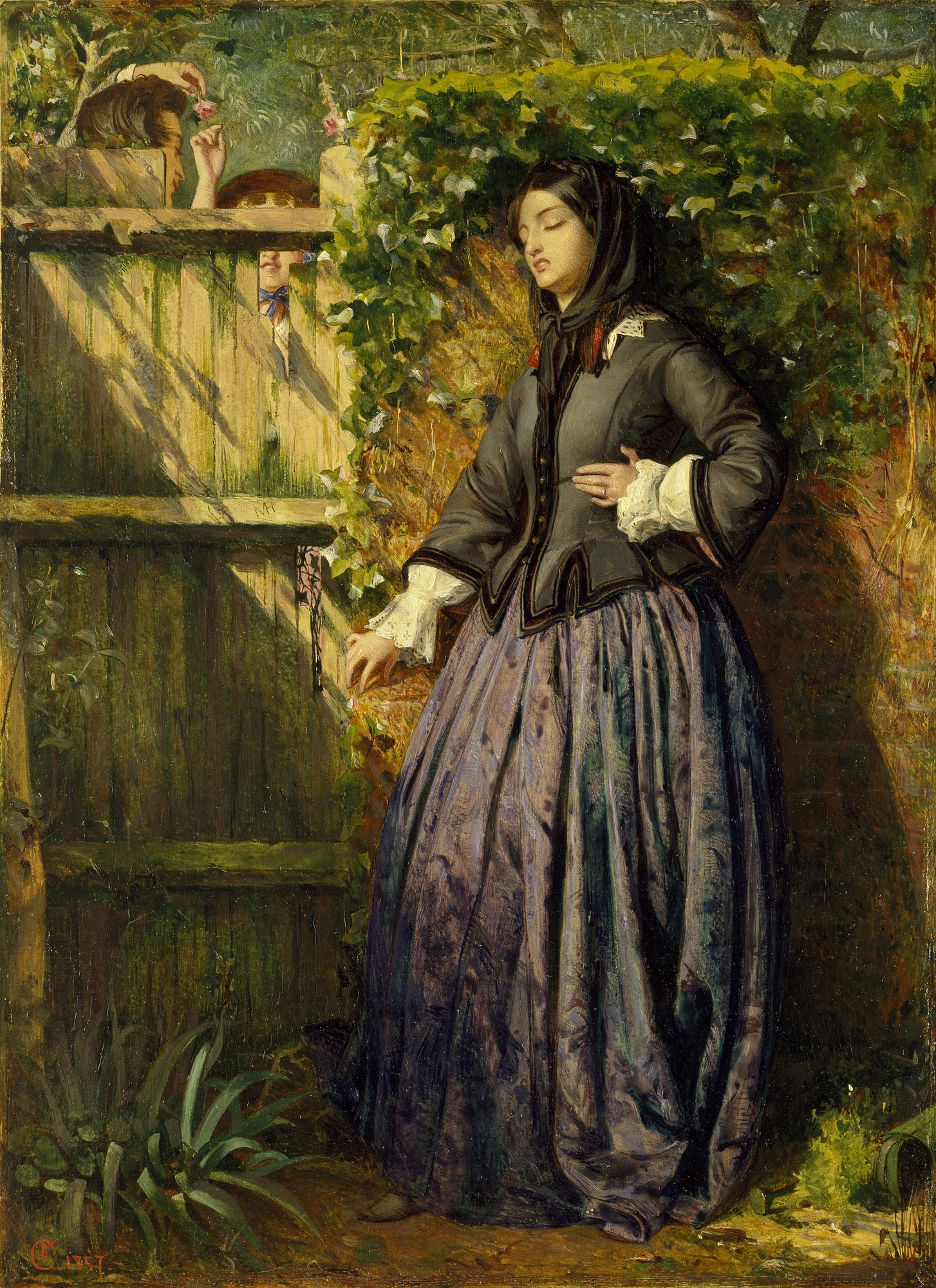
コールドロン『破られた誓い』1857年

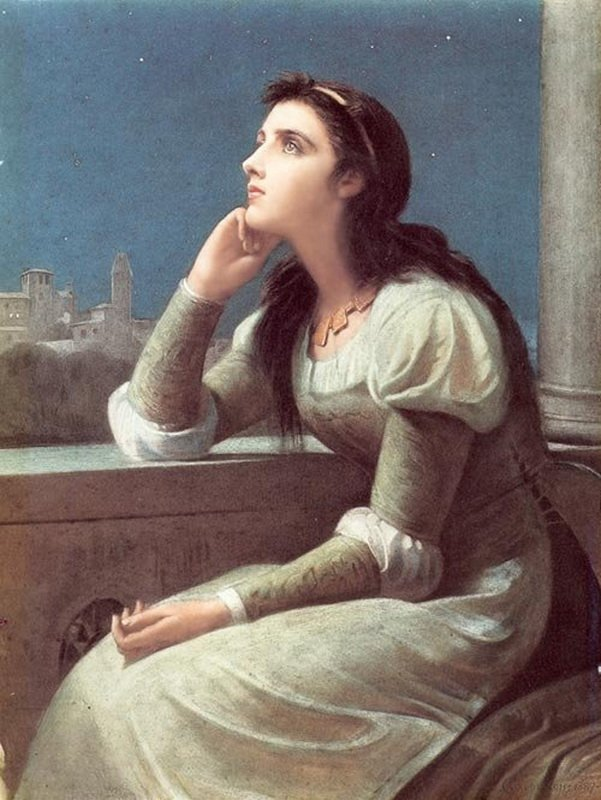
コールドロン『ジュリエット』1896年

フィリップ・ハモジェニーズ・コールドロン（スペイン語よみ：フィリップ・ヘルモヘネス・カルデロン、Philip Hermogenes Calderon, 1833年5月3日 - 1898年4月30日）はイギリスの画家。最初はラファエル前派のスタイルで絵を描き、その後、歴史画のジャンルで活躍した。ロンドンのロイヤル・アカデミー・オブ・アーツの学芸員でもあった。

## 生涯と作品
コールドロンはフランスのポワチエの生まれ。父親はスペイン人で、スペイン文学の教授。その前はカトリック教会の司祭をしていたが聖公会に改宗した。母親はフランス人。コールドロンは工学を学ぶつもりだったが、図形を描く方に関心が移り、美術に進むことにした。1850年かロンドンのレイ(James Mathews Leigh)が設立した私立の美術学校で学んだ後、1851年にパリに移りフランソワ＝エドゥアール・ピコに学んだ。出世作となった『バビロンの水のほとりで』（1853年）に続いて、代表作『破られた誓い』（1857年）をロンドンのロイヤル・アカデミー・オブ・アーツの展覧会に発表。1860年にロイヤル・アカデミー・オブ・アーツの会員に選ばれた。初期はラファエル前派に感化され、ディテール、深い色合い、写実性を特徴とした。
やがて、現代的テーマよりも歴史的テーマに興味を持つ美術家の集団「セント・ジョンズ・ウッド派（St John's Wood Clique）」のメンバーとなった。コールドロンの後期作品は一般に聖書・歴史・文学をテーマとしている。
コールドロンの作品の多くに、贅沢かつ優美な服を着た女性と穏やかな色調の風景が描かれている。『朝』（1884年）では赤褐色の髪の毛の乙女が朝日を見ている絵である。
ウィリアム・シェイクスピアの『ロミオとジュリエット』を題材とした『ジュリエット』（1896年）は、ヒロインがバルコニーから星を見つめている。エドワード・ポインターと較べると、コールドロンはより古典的なスタイルを採っている。『ハンガリーの聖エリーザベトの禁欲の行』はチャントリー・ビクエスト（Chantrey Bequest）を受賞したが、その反カトリック的なメッセージのため論争を引き起こした。祭壇の上で裸で屈んでいるエリーザベトを修道士たちが見ていたのである。
コールドロンの絵のいくつかはテート・ギャラリーに展示されている。
息子のウィリアム・フランク・コールドロン(1865-194)は画家、美術教師になった。

## ギャラリー

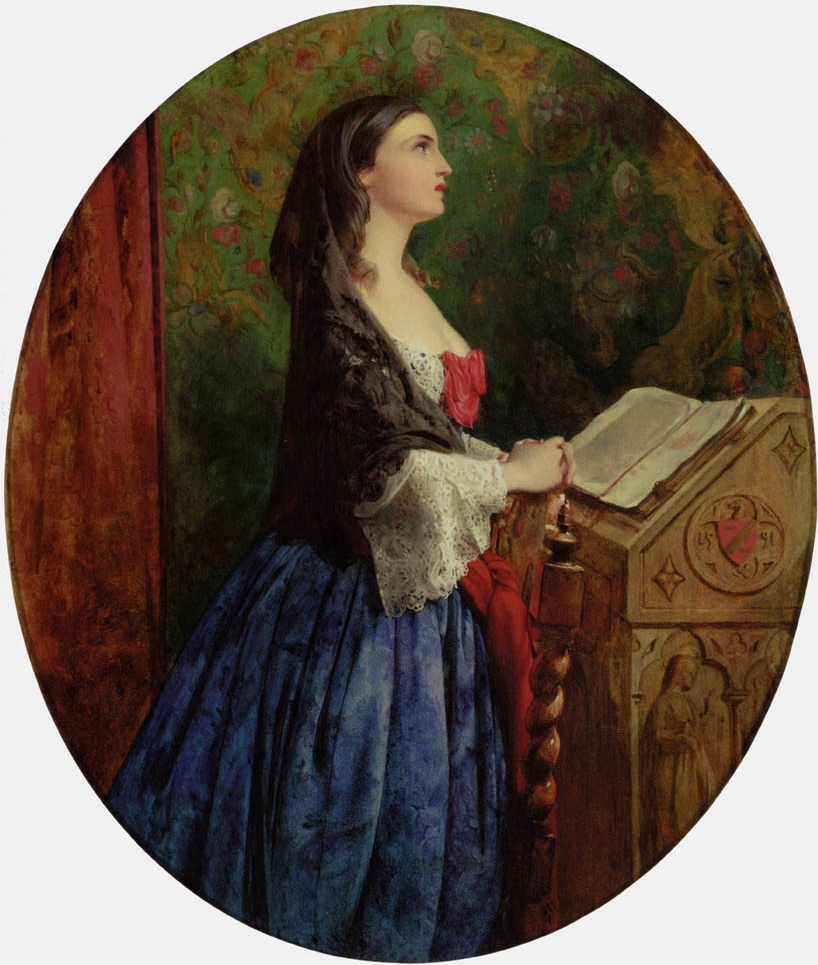
『アヴェ・マリア』1855年頃
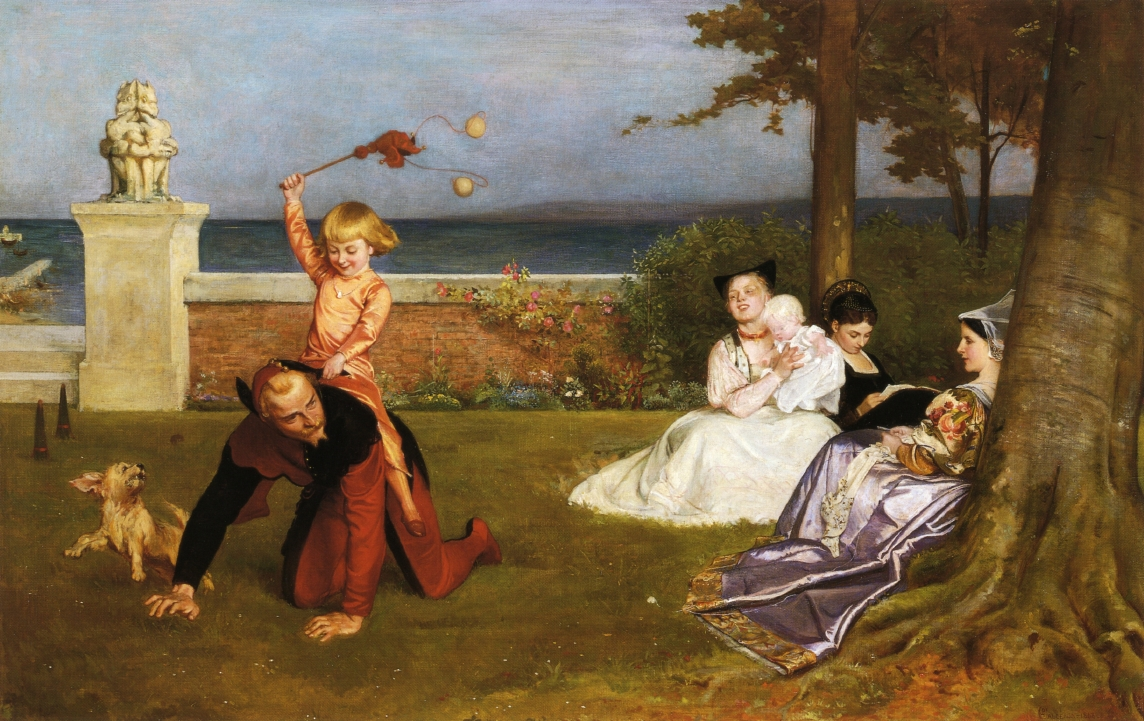
『若き主君、ハムレット』1868年
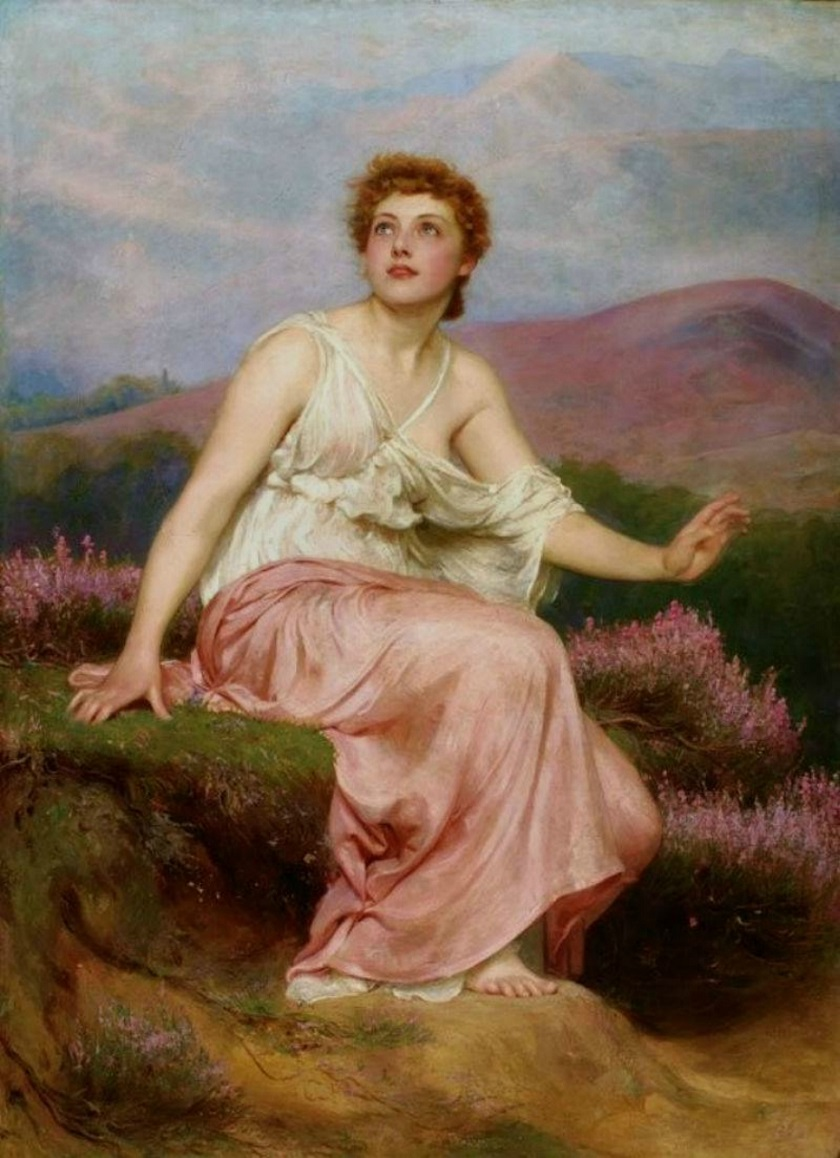
『朝』1884年